# مسلك بري

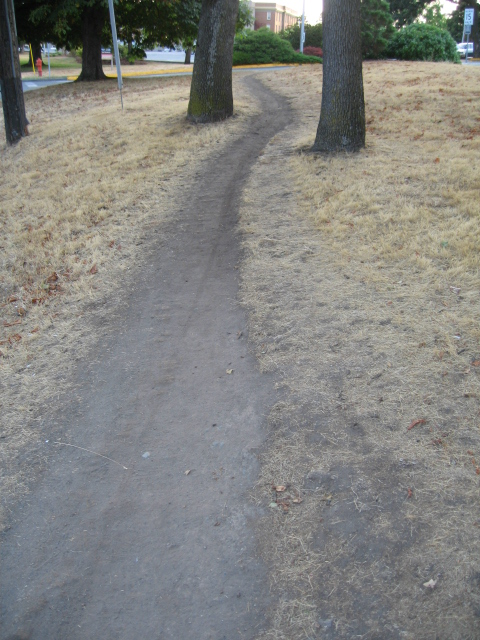
مسلك

المسالك البرية هي ما يسلكه الناس برا من الطرق والممرات والمماشي بخلاف طرق المركبات الحديثة. هو مسلك صغير غير مخطط له تم إنشاؤه نتيجة للتآكل الميكانيكي الناجم عن حركة مرور الإنسان أو الحيوان. يمثل المسار عادةً أقصر طريق أو أسهل طريق يمكن التنقل فيه بين نقطة البداية والوجهة، وغالبًا ما يكون عرض وشدة تآكل سطحه مؤشرين على مستوى حركة المرور التي يتلقاها.
ومن الأمثلة المبكرة الموثقة على ذلك مسرح برودواي في مدينة نيويورك، الذي يتبع مسلك ويكوايسجيك الذي سبق الاستعمار الأمريكي.
إن المسارات المرغوبة تظهر عادة كاختصارات ملائمة حيث تأخذ المسارات المصممة عمدا مسارا أطول أو أكثر التواء، أو بها فجوات، أو غير موجودة. وبمجرد شق مسار عبر الغطاء النباتي الطبيعي، فإن حركة المرور اللاحقة تميل إلى اتباع هذا المسار الموجود بوضوح (لأنه أكثر ملاءمة من نحت مسار جديد بنفسك)، وسوف يؤدي الدوس المتكرر إلى تآكل كل من الغطاء الأرضي المتبقي وجودة التربة التي تسمح بإعادة الغطاء النباتي بسهولة. في النهاية، يظهر مسار واضح وسهل المرور، وهو ما يفضله البشر والحيوانات على حد سواء.

## الحدائق والمناطق الطبيعية
في بعض الأحيان، تخترق مسارات الرغبة الموائل الحساسة والمناطق المحظورة، مما يهدد الحياة البرية وأمن المتنزهات. ومع ذلك، فإنها توفر أيضًا لإدارة المتنزه مؤشرًا لتركيز النشاط. في منتزه يوسيميتي الوطني، تستخدم خدمة المتنزهات الوطنية هذه المؤشرات للمساعدة في توجيه خطة إدارتها. وقد وثقت دراسات الدوس باستمرار أن التأثيرات على التربة والنباتات تحدث بسرعة مع الاستخدام الأولي للمسارات المرغوبة. فربما يكفي 15 ممرًا فقط فوق موقع ما لإنشاء مسار مميز، ومن ثم يجذب وجوده المزيد من الاستخدام. ساهم هذا الاكتشاف في إنشاء برنامج تعليمي بعنوان "لا تترك أثراً"، والذي يوجه المسافرين في المناطق الطبيعية إما إلى البقاء على مسارات محددة أو، عند الخروج عن المسار، توزيع خطوط سفرهم بحيث لا يتم إنشاء مسارات جديدة عن غير قصد في مواقع غير مستدامة.